# Phengodes ecuadoriana
Phengodes ecuadoriana là một loài bọ cánh cứng trong họ Phengodidae. Loài này được Witmer miêu tả khoa học năm 1988.